# Бейкер (округ, Флорида)
Шаблон:StateAbbr_ 30°19′ пн. ш. 82°16′ зх. д. / 30.32° пн. ш. 82.27° зх. д.
Бе́йкер (англ. Baker County) — округ на північному заході штату Флорида. Центр — місто Маккленні.
Площа округу становить 1516 км².
Округ був виділений з округу Бредфорд в 1861 році.
Населення округу — 27115 осіб (2010).

## Населені пункти
В склад округу входять 1 місто (сіті) та 1 містечко (таун).
Міста
| Місто     | Населення, осіб | Рік  |
| --------- | --------------- | ---- |
| Маккленні | 4459            | 2000 |

Містечка
| Містечко       | Населення, осіб | Рік  |
| -------------- | --------------- | ---- |
| Глен-Сент-Мері | 473             | 2000 |

## Суміжні округи
- Чарльтон, Джорджія — північ
- Вер, Джорджія — північ
- Нассау — північний схід
- Дювал — схід
- Клей — південний схід
- Бредфорд — південь
- Юніон — південь
- Колумбія — захід
- Клінч, Джорджія — північний захід

## Галерея

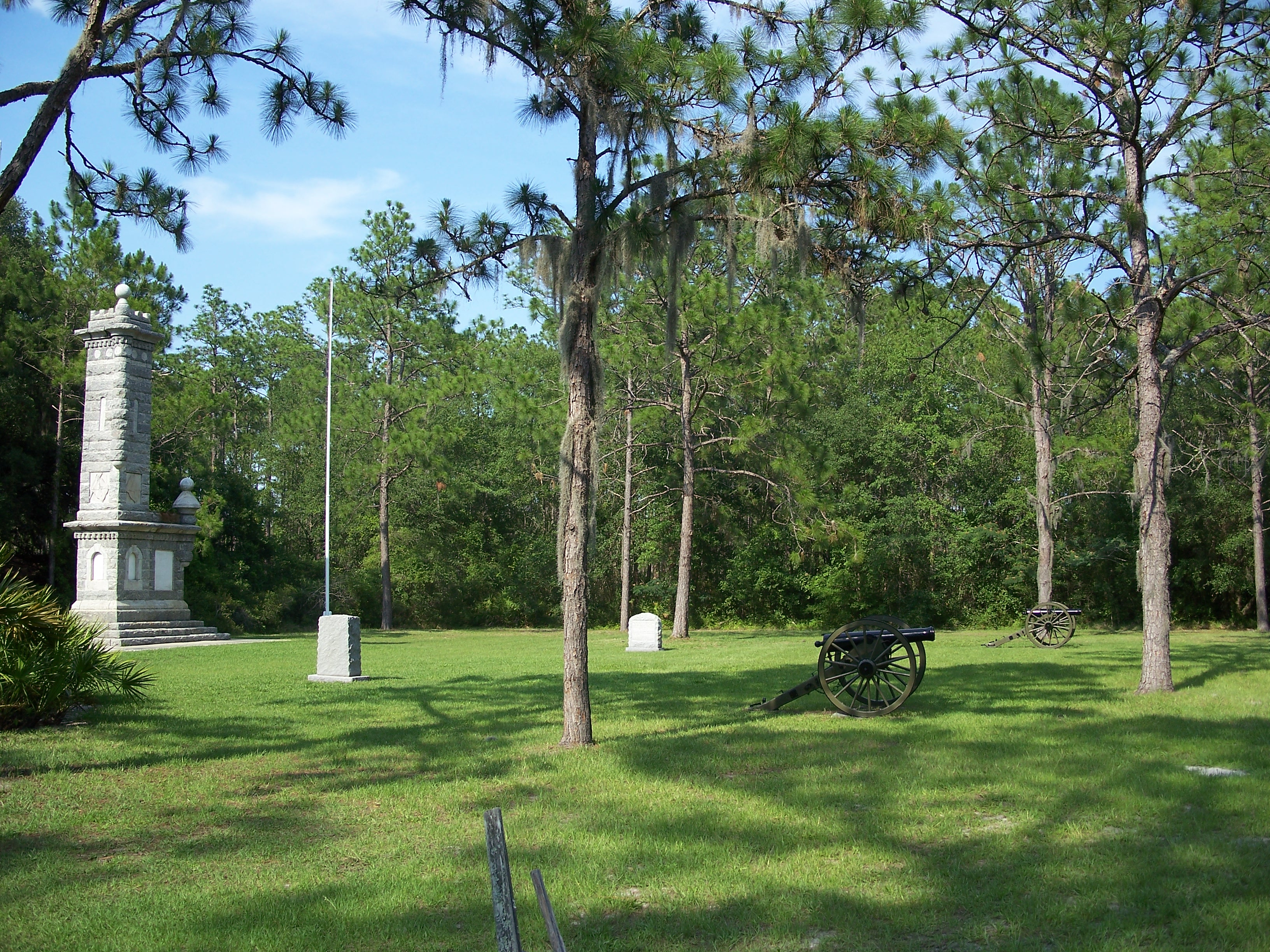
Історичний парк «Битва Олусті»
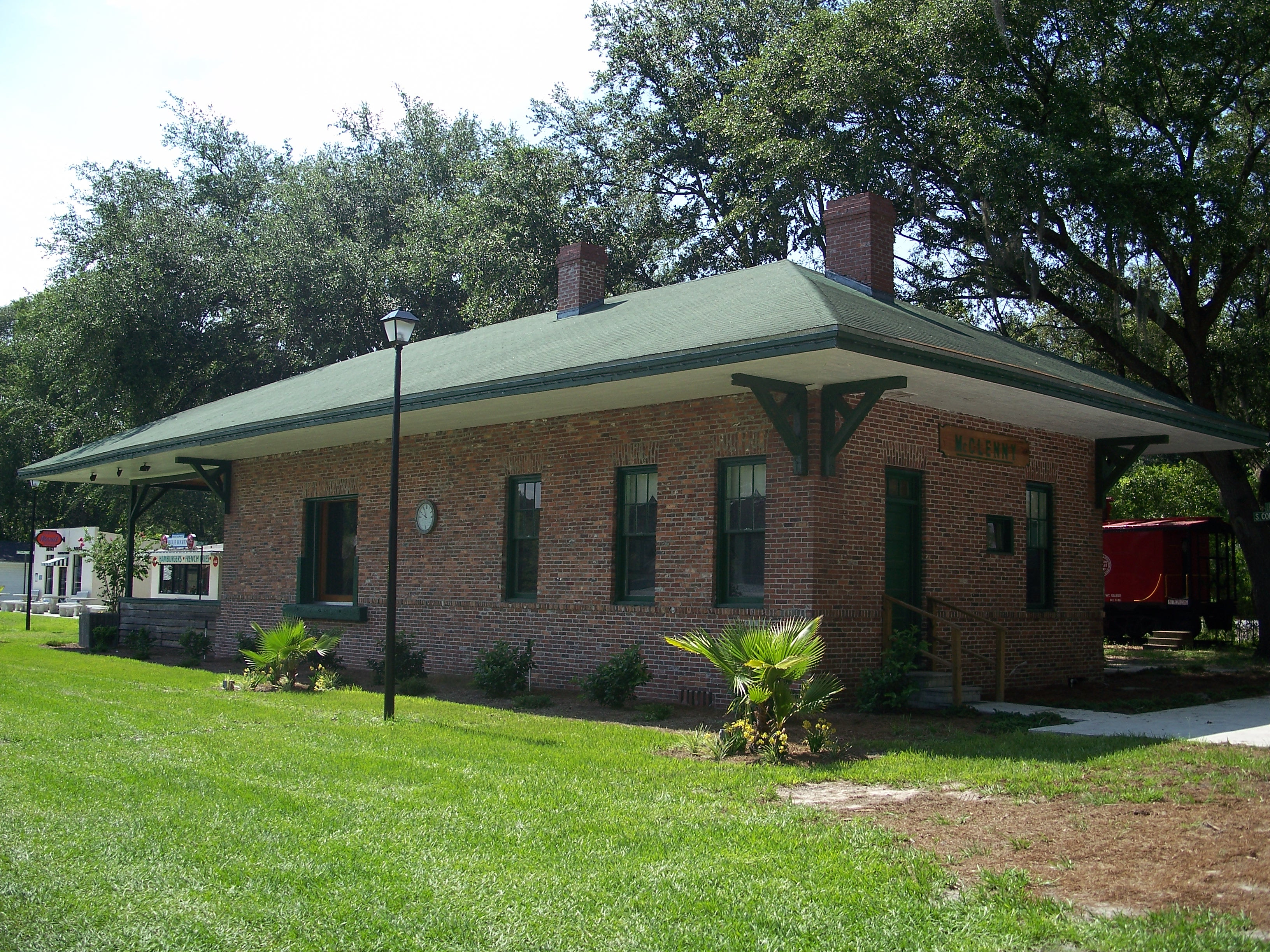
Залізнична станція Маккленні
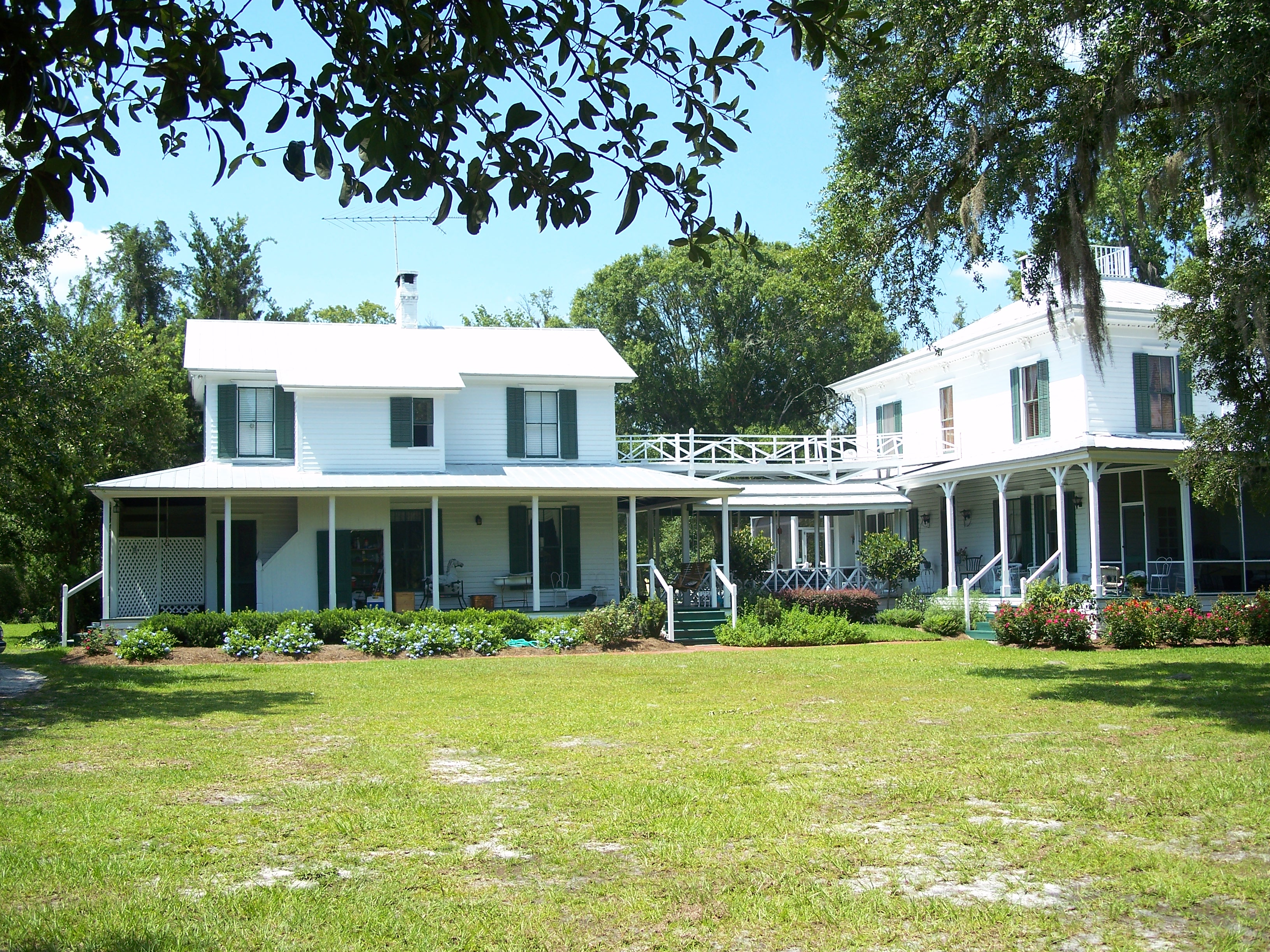
Будинок медсестринства в Глен-Сент-Мері